# Новокаргинский сельсовет
Новокаргинский сельсовет — сельское поселение в Енисейском районе Красноярского края.
Административный центр — посёлок Новокаргино.

## Население
| 2010 | 2012  | 2013  | 2014  | 2015  | 2016  | 2017  |
| ---- | ----- | ----- | ----- | ----- | ----- | ----- |
| 1200 | ↗1201 | ↘1184 | ↘1139 | →1139 | ↘1107 | ↘1062 |

## Состав сельского поселения
В состав сельского поселения входят 5 населённых пунктов:
| № | Населённый пункт | Тип населённого пункта          | Население |
| - | ---------------- | ------------------------------- | --------- |
| 1 | Каргино          | село                            | 155       |
| 2 | Крутой Лог       | посёлок                         | 20        |
| 3 | Новокаргино      | посёлок, административный центр | 963       |
| 4 | Савино           | деревня                         | ↘18       |
| 5 | Широкий Лог      | посёлок                         | 37        |

До 1980-х Верхнебельск образовывал Верхнебельский сельсовет в подчинении Енисейского городского совета. В 2021 году посёлок был упразднён.

## Местное самоуправление
Новокаргинский сельский Совет депутатов
Дата избрания: 14.03.2010. Срок полномочий: 4 года. Количество депутатов: 10
Глава муниципального образования
- Шестаков Василий Арсентьевич. Дата избрания: 14.03.2010. Срок полномочий: 4 года